# Gåsskären, Nagu
Gåsskären är klippor nära Nötö i Nagu,  Finland.   De ligger i Pargas stad i landskapet Egentliga Finland. Ön ligger omkring 5 kilometer nordost om Nötö, omkring 24 kilometer söder om Nagu kyrka,  57 kilometer sydväst om Åbo och 170 km väster om Helsingfors. Närmaste allmänna förbindelse är förbindelsebryggan vid Kopparholm som trafikeras av M/S Nordep. Gåsskären ligger 2 meter över havet. De ligger på ön Stora Gåsskär.
Terrängen runt Gåsskären är mycket platt.